# Bartramia inflata
Bartramia inflata är en bladmossart som beskrevs av Theodor Carl Karl Julius Herzog 1909. Bartramia inflata ingår i släktet äppelmossor, klassen egentliga bladmossor, divisionen bladmossor och riket växter. Inga underarter finns listade i Catalogue of Life.